# Parapyrus manihoti
Parapyrus manihoti är en stekelart som beskrevs av John S. Noyes 1984. Parapyrus manihoti ingår i släktet Parapyrus och familjen sköldlussteklar.
Artens utbredningsområde är Paraguay. Inga underarter finns listade i Catalogue of Life.